# Голубов, Николай Матвеевич
Николай Матвеевич Голубов (1881 — 29 марта 1918) — донской казак, войсковой старшина, перешедший на сторону большевиков.

## Биография
Дворянин по происхождению. По одним сведениям родился в Новочеркасске, по другим — уроженец станицы Старочеркасской. Отец Матвей Матвеевич Голубов, учитель. Николай два года учился в Каменской казенной гимназии, где его соучеником был будущий глава Войскового правительства Митрофан Богаевский. Как-то Богаевский охарактеризовал своего однокашника:
Я помню его гимназистом. Он всегда ходил с засученными рукавами и искал случая, с кем бы подраться.
Перешёл в Донской имени Александра III кадетский корпус, окончил его в 1889 году. Поступил в  Михайловское артиллерийское училище, окончил два курса, 13 августа 1901 года из юнкеров был произведен в хорунжие со старшинством с 9 августа 1900 года. В 1902 году хорунжий в 3-й Донской казачьей батареи (основа состава формировалась из казаков  1-го Донского округа). Затем перешёл служить в 20-ю Донскую казачью батарею, где служили казаки с севера Хопёрского округа.
Отличный кавалерист.  Участвовал в соревнованиях по скаковому спорту на собственном вороном жеребце "Сант-Яго", часто побеждал, получил несколько призов.
С началом русско-японской войны решил идти на неё добровольцем. Из-за отсутствия вакансий на отправляемых на войну батареях, он перевёлся в кавалеристы, сначала в 19-й Донской казачий полк 4-й Донской казачьей льготной дивизии, но испортив  отношения с командиром полка Войсковым старшиной Павлом Григорьевичем Пахомовым, перевёлся в 26-й Донской казачий полк.  Приобрёл репутацию одного из лучших офицеров-разведчиков. Награждён двумя орденами. Но одновременно Голубов стал известен своими похождениями и многочисленными драками в ресторанах Харбина. Как и другие участники войны, он был награждён медалью «В память русско-японской войны» 2-степени. Якобы, при получении медали в ведомости он расписался: «За позор России и армии, награду получил» или по другой версии: «Орден в память поражения русских армий японцами получил. Сотник Голубов». После этого из Донской Артиллерии его уволили в запас.
В 1907 году Голубов решил получить высшее образование и поступил на горное отделение Томского Технологического института. Учиться приходилось, как тогда говорили, на медные деньги, то есть летом Голубов работал, чтобы заплатить за учебу и жить на эти деньги зимой. За пять лет обучения его трижды исключали из института из-за невнесения платы за обучение и дважды за неуспеваемость, за эти годы Голубов окончил 2 курса, что было в порядке вещей в дореволюционных университетах. 
Учёба в Томске прервалась после инцидента, случившегося 16 апреля 1912 года. В этот день Голубов во главе представителей томской студенческой "академической корпорации" потребовал в редакции газеты «Сибирская жизнь»  опубликовать опровержение одной из заметок. «Академистами» в то время называли  российских студентов, придерживающихся правонационалистических и промонархических взглядов, которые считали, что политике не место в университетах, там  должен царить «чистый академизм». Заметка, касалась не томских студентов, а «академистов» из Юрьевского университета и воспитанниц Донского института благородных девиц. Редактор газеты Михаил Бейлин печатать опровержение отказался и попытался выйти из комнаты.  Голубов перегородил ему путь и дважды ударил палкой по голове. Избиение прервали сопровождавшие Голубова «академисты». Разгорелся скандал  — Голубова сначала исключили  академической корпорации студентов-технологов, а потом и из института.
В том же 1912 году уехал добровольцем на Первую Балканскую войну, в болгарской армии командовал батареей. Награжден Болгарским военным крестом за храбрость.  Позже, после вступления Болгарии в Первую мировую войну на стороне блока Центральных держав  Голубов демонстративно вернул орден Болгарскому царю.  
С первых дней мировой войны на фронте. 19 августа 1914 года ранен в бою у деревни Леоново. В 1915 году организовал из казаков-добровольцев партизанский отряд, который многократно пересекал линию фронта и успешно действовал в тылу противника. В феврале 1915 контужен. 16 июля 1915 года еще раз ранен пулей у деревни Скург(?), в этот момент сотник 27-го Донского казачьего полка, привезён санитарным поездом в 4-й лазарет Московского автомобильного общества. 21 июня 1916 года легко ранен, в это время подъесаул 28-го Донского казачьего полка. В 1917 году войсковой старшина в запасной батарее. Получил ряд наград.
В Февральскую революцию находился в Новочеркасске после очередного ранения. Есаул Н. Голубов стоял во главе группы казачьих офицеров, которая в ночь с 7 на 8 марта по заданию Донского исполнительного комитета с санкции Временного правительства сместила последнего царского Наказного Атамана генерала М. Н. Граббе и изгнала его из атаманского дворца. 26 мая по 18 июня 1917 года делегат Первого Большого Войскового Круга. Был одним из претендентов на пост Атамана. Однако до голосования по его кандидатуре дело не дошло. Как пишет Мельников - все остальные кандидатуры отпали сами собой, и А. М. Каледин баллотировался один. 14 июля 1917 года на областном военном съезде представителей пехотных и казачьих частей в Новочеркасске избран  в областной военный комитет.
Прямо на заседании Круга войсковой старшина Голубов по собственному почину, ссылаясь на приказ Временного правительства, попытался арестовать генерала Каледина. Вполне вероятно, он предполагал, что вслед за этим Круг вынужден будет переизбрать нового Атамана, и у него появятся шансы. Это была, конечно, чистейшая авантюра, но сам факт происшедшего говорит о многом. Голубов тут же был арестован сам. Круг теперь вынужден был заняться и «делом Голубова». По ходатайству Каледина войсковой старшина был отпущен. Высказывались даже предложения лишить Голубова казачьего звания. Однако, учитывая его боевое прошлое, Круг делать этого не стал. Позднее, уже в Ростове по приказу помощника Атамана Богаевского Голубов был арестован командующим Ростовским округом Области войска Донского генералом Потоцким за «антиправительственную пропаганду» и препровождён на Новочеркасскую гауптвахту. За радикальные революционные идеи арестован и  посажен на гауптвахту. По другим сведениям в момент корниловского выступления в конце августа 1917 года пытался арестовать Каледина. В конце 1917 года арестован властями Каледина, но, якобы, объявил, что хочет сформировать партизанский отряд для борьбы с большевиками, был освобождён.  
Оказавшись на свободе, отправился в станицу Каменскую, где возглавил Северный отряд Донского казачьего Военно-революционного комитета (из казаков 10-го и 27-го Донских полков). Убедил несколько казачьих частей присоединяться к его отряду. 
В феврале 1918 года занял Новочеркасск. Арестовал Донского атамана генерала Назарова прямо на заседании Малого Войскового Круга, но противился арестам ЧК других оставшихся в Новочеркасске военных и гражданского населения. Был направлен в погоню за отрядом генерала П. Х. Попова, ушедшего с остатками партизан Чернецова в Сальские степи. Случайно обнаружил и  захватил главу калединского Войскового правительства М. П. Богаевского и доставил его в Новочеркасск. Ростовский областной военревком потребовал выдать Богаевского. Но Голубов не ответил. После того, как его вызывали, якобы, для доклада, он в Ростов не явился. 
Из Ростова в Новочеркасск была послана карательная экспедиция. Части Голубова были рассеяны.  
Сам Голубов появился в станице Заплавской, где во время митинга был убит из револьвера выстрелом в затылок студентом Пухляковым.

## Семья
В 1916 году оставался холостым.
- Сестра — Ольга Матвеевна Голубова, поддерживала брата, опубликовала  27 февраля (12 марта) 1918 года в «Известиях ВРК» патриотическое советское стихотворение, но при этом это был акростих "Подтелков подлец", что отражало обострившиеся отношения Голубова и другого лидера красного казачества[12][f].
- Брат — Алексей Матвеевич Голубов, eсаул, белый партизан в отряде М. Н. Гнилорыбова[12], в эмиграции, к 1922 году в Болгарии, войсковой старшина. Во время 2-й мировой войны, полковник, командир 5-го казачьего полка в корпусе генерала Панвица, выдан в Лиенце, сидел в советских лагерях. Освободившись, вернулся в Бельгию к семье. Скончался  7 января 1978 в Эрмале (Бельгия)[14][15].

## Награды

### За русско-японскую войну
- Орден Святой Анны 3 степени с мечами[5]
- Орден Святого Владимира 4 степени с бантом[5]
- Медаль «В память русско-японской войны» 2 степени[5]

### ЗаПервую Балканскую войну
- Орден «За военные заслуги» 4 степени (офицерский крест) ?[5].

### За Первую мировую войну
- Орден Святого Станислава II степени[4]
- Орден Святой Анны III степени[4].

## Киновоплощения
- Тихий Дон (фильм, 1958) — роль Голубова исполнил А. Сергеев[4].

## Комментарии
1. ↑  Исследователь биографии Голубова Сергей Гончаров считает, что дело в том, что Голубов был лишён материальной поддержки семьи: "Отец, наслушавшись от доброхотов о поведении сына, как в Харбине, так и в Новочеркасске отказывается от него, тем самым нанося не только тяжелый психологический удар, но и лишает Николая Голубова каких либо средств на существование[5]". Однако опубликовано прошение, отца М. М. Голубова о предоставлении сыну Николаю стипендии, так что отношения  отцом во время студенчества Голубова порваны не были[4].
2. ↑  Сергей Гончаров (без ссылок на документы) предполагает, что "Там же [в Томске] он [Голубов] познакомился с идеями эсеров, воспринял их политическую платформу и стал разделять их взгляды. Так же он посещал кружок организованный профессором института, одного из лидеров кадетов в Томске, в результате чего он завязал знакомства среди кадетов. Таким способом Николай Матвеевич овладел политической терминологией и приобрел опыт выступления на митингах. Там же он ознакомился и с идеями «христианского коммунизма, то есть с концепцией «мировой религии свободного духа», в которой христианство сочеталось с идеями утопического коммунизма"[5]". Однако в двух независимых источниках подчеркивается, что в это время взгляды Голубова были монархическими[1][4].
3. ↑  Во многих биографиях Н. М. Голубова сказано, что он "был 16 раз ранен пулями и осколками снарядов"[2][5][6]. Так как за Великую войну у него было 5 ранений — 4 учтены (из них одно лёгкое и одна контузия)[3], пятое привело его Новочеркасск в 1917 году, то остаётся предположить, что этот подсчёт включает и самые лёгкие ранения, которые не фиксировались в учётной карточке ранений.
4. ↑  В источнике ошибка: "изгоняет из атаманского дворца генерала П. Х. Граббе, назначенным перед февральскими событиями Войсковым наказным атаманом"[7]. Павел Христофорович Граббе был наказным атаманом в 1862—1866 годах.
5. ↑  Один из многочисленных недоброжелателей Голубова Г. П. Янов описывает такую сцену: «Есаул Голубов, не стесняясь приёмами и средствами, разлагал не только солдатскую массу, но и казачий запасный артиллерийский дивизион. Выступив перед солдатами на Хотунке, он сорвал с себя погоны и, топча их ногами, истерически кричал, что стыдится своего офицерского звания и что те из офицеров, кто будет носить погоны, явные контрреволюционеры. И хотя он сам казак, но за солдат и крестьян даже в борьбе с казаками готов отдать последнюю каплю крови. <...> Срывая погоны, Голубов всё-таки не переставал носить их и не отказался от запаздавшего производства в войсковые старшины...» .
6. ↑  Однако журналист Виктор Севский предполагал, что за псевдонимом скрывался  журналист "Донской волны" Николай Литвин[13].